# 1,2-Dimetiletilendiamin
1,2-Dimetiletilendiamin (DMEDA) je organsko jedinjenje sa formulom (CH3NH)2C2H4. Ono je bezbojna tečnost s mirisom ribe. Ovo jedinjenje sadrži sekundarnu aminsku funkcionalnu grupu. Ono se koristi kao helacini diamin za pripremu metalnih katalizatora. Ovo jedinjenje je prekurzor hetercikličnog jedinjenja koje nastaje reakcijom ketonima i aldehidima.